# كلب آل باسكرفيل
كلب آل باسكافريل (The Hound of the Baskervilles)، رواية بوليسية من تأليف آرثر كونان دويل وظهرت فيها شخصية شرلوك هولمز ومساعده الدكتور واطسون. نشرت لأول مرة في مجلة ستراند بين أغسطس/آب 1901 وأبريل/نيسان 1902، وتدور أحداثها في دارتمور بديفون في غربي إنجلترا. تعد هذه الرواية أول ظهور لشرلوك هولمز بعد «موته» في قصة المشكلة الأخيرة، ونجاحها سيقود لمزيد من الروايات والقصص التي تصور مغامرات هذا المحقق.
في عام 2003 احتلت الرواية المرتبة 128 من بين 200 كتاب لقائمة BBC «ذا بيغ ريد» للروايات الأكثر محبة، وقبلها في عام 1999 احتلت الرواية المرتبة الأول في قائمة روايات شرلوك هولمز.

## ملخص الرواية
يموت السير شارلز باسكرفيل بالقرب من منزله، باسكرفيل هول، وهي ملكية واسعة تقع في ديفون. يقرر التحقيق أن الوفاة كانت بفعل سكتة قلبية، لكن صديقه الدكتور مورتيمور، الذي قام بفحص الجثة، يلاحظ ملامح غريبة على وجه الضحية، كأنه كان خائفا من شيئا ما، كما أن آثار أقدامه تشير إلى أنه كان يحاول الهروب.
يلجأ مورتيمو لشرلوك هولمز لطلب المساعدة، ويوضح له سبب عدم الإفصاح عن شكوكه خلال جلسة التحقيق، إذ أن هناك أسطورة حول عائلة باسكرفيل، يعود تاريخها إلى زمن الحرب الأهلية الإنجليزية، أين تسبب السير هوغو باسكرفيل في وفاة زوجته بطريقة وحشية. كانت الزوجة تملك كلبا وفيا جدا لها، وتقول الأسطورة أن ذلك الكلب تحول إلى كلب ضخم، وقام بقتل السير هوغو انتقاما منه، وأنه سيتسبب في قتل كل من يرث ملكية باسكرفيل هول. ينهي الدكتور موتيمور حديثه بأن خوفه الأكبر الآن هو من أجل السير هنري باسكرفيل، الوريث الوحيد السير شارلز باسكرفيل وابن أخيه، القادم حديثا من كندا.
يلتقي هولمز وواطسون بالسير هنري، الذي يقول أنه تلقى رسالة تهديد تخبره بعدم الذهاب إلى باسكرفيل هول. الرسالة لم تكن مكتوبة بخط اليد، بل بواسطة أحرف قطعت من إحدى الجرائد. عند نهاية اللقاء، يخرج هولمز وواطسون مسرعين لتتبع هنري ومورتيمور الذين يتجهان إلى الفندق الذي يقيمان به في لندن، ويلاحظ هولمز أن شخصا ذا لحية يمتطي عربة كان يتتبع السير هنري، لكنه يفشل في القبض عليه.
عند الوصول إلى الفندق، يشكو هنري من فقدان أحد أحذيته، ولا يجد له أثر رغم جهود عمال الفندق في إيجاده.
يعلن السير هنري أنه سيذهب إلى باسكرفيل هو، متجاهلا رسالة التهديد. يصر هولمز على أن يرافق واطسون وريث آل باسكرفيل إلى ملكيته، في حين يواصل هو تحقيقاته في لندن.
يفاجئ واطسون عند الوصول إلى باسكرفيل هول، أن السيد باريمور، رئيس الخدم، لديه لحية، وتزداد شكوكه حول هذا الشخص بفعل تصرفاته الغريبة. كما يُشاع خبر فرار مجرم خطير يدعى سالدن من السجن وأنه حتما سيكون بجوار ملكية آل باسكرفيل.
خلال تجوله بالملكية، يلتقي واطسون بالسيد جاك ستابلتون، باحث مهتم بالطبيعة، يدعوه إلى منزله أين يلتقى بأخته، الآنسة بيريل ستابلتون. تخطأ بيريل وتظن أن واطسون هو السير هنري، وفي غفلة من أخيها تخبره بأن يغادر باسكرفيل هول في الحال إن هو أراد الحفاظ على حياته. يعود جاك ستابلتون ويعرف أخته بواطسون، ترتبك بيريل وتكتفي بالاعتذار من واطسون وتطلب من أن ينسى ما قالته منذ قليل. لكن واطسون يزداد حيرة بعدما قالته الآنسة ستابلتون.
سلسلة من الأحداث الغريبة تقع في ملكية آل باسكرفيل، حيث يُسمع صوت بكاء امرأة ليلا. المرأة الوحيدة التي تقيم في باسكرفيل هول هي السيد بارتيمور، زوجة رئيس الخدم، لكن هذا الأخير ينكر أن تكون زوجته هي من بكت ليلا.
يتعرض هنري بعدها لهجوم من المجرم سالدن، الذي تسلل إلى المنزل بعد أن نسي بارتيمور إغلاق أحد الأبواب بإحكام، وحاول الحصول على بعض الطعام.
يقتنع واطسون أكثر فأكثر أن رئيس الخدم يخفي أمرا ما، وفي أحد الليالي يتتبعه هو والسير هنري خفية، فيلاحظان أن يقوم بإشارات بواسطة مصباح من النافذة، وهذا ما يعني أنه يتواصل مع شخص آخر خارج المنزل.
بعد فترة يتم إيجاد جثة سالدن، ويتضح أنه تعرف لهجوم، من طرف «كلب آل باسكرفيل»، والغريب أنه كان يرتدي ملابس السير هنري.
تعترف السيدة بارتيمور أخيرا بأن سالدن هو أخوها، وأنها هي وزوجها كانا يقدمان له الطعام، وهي من قدمت له ملابس السير هنري.
يأتي هولمز إلى الملكية، ويخبر واطسون بأنه اكتشف أن جاك ستابلتون ليس أخ بيريل كما إدعى، بل زوجها، ويقول أن ستابلتون يخطط للتخلص من السير هنري.
يسرع هولمز وواطسون رفقة المفتش ليستراد إلى منزل ستابلتون، أين دُعي هنري للعشاء. يتم إيجاد بيريل مقيدة ومحتجزة في أحد المنازل، في حين أن جاك ستابلتون يغرق في بركة من التربة المتحركة خلال مطاردته.
عند نهاية الحادثة، يقرر هولمز أن يخبر واطسون بجميع التفاصيل، جاك ستابلتون هو في الحقيقة رودجر باسكرفيل، ابن أخ السير شارلز الذي ظن الجميع أنه مات في جنوب إفريقيا، ودافعه لمحاولة التخلص من السير هنري هو الحصول على ميراث عمه.
ستابلتون (أو رودجر باسكرفيل) هو من تسبب بموت عمه، وهو من قام بإرسال الرسالة المغفلة إلى هنري، وكذلك قام بسرقة حذاء هنري، بعد أن قام سابقا بشراء كلب ضخم/ ليؤجج أسطور كلب آل باسكرفيل. الكلب قام بمهاجمة سالدن لأنه كان يرتدي ملابس السير هنري، وسبق له أن تدرب على رائحة السير هنري بفعل الحذاء المسروق من طرف ستابلتون. زوجة ستابلتون أحست بالذنب وحاولت إيقاف مخططات زوجها، وهذا ما جعله يحاول التخلص منها هي الأخرى.

## الشخصيات
- شرلوك هولمز، المحقق الشهير الذي يتولى مهمة كشف لغز باسكرفيل.
- الدكتور واطسون، راوي الرواية ومساعد هولمز.
- السير هوغو باسكرفيل، مالك ملكية آل باسكرفيل في القرن 17 وهو المتسبب في بداية أسطورة كلب آل باسكرفيل.
- السير شارلز باسكرفيل، المالك السابق لملكية آل باسكرفيل في ديفون.
- السير هنري باسكرفيل، ابن أخ السير شارلز والوريث الوحيد لممتلكاته.
- الدكتور جايمس مورتيمور، طبيب وصديق لعائلة باسكرفيل، والوصي على وصية السير شارلز، وهو من طلب يد العون من هولمز لحل اللغز.
- السيد جالك ستابلتون، باحث مهتم بالطبيعة، ويملك منزلا بالقرب من ملكية آل باسكرفيل، في الحقيقة هو رودجر باسكرفيل، ابن رودجر باسكرفيل، أخ السير شارلز.
- الآنسة بيريل ستابلتون، أخت السيد ستابلتون، في الحقيقة هي زوجته، وهي امرأة جميلة يقع هنري في حبها.
- السيد والسيدة باريمور، رئيس الخدم وزوجته، عملا لصالح آل باسكرفيل لوقت طويل.
- لورا لوينز، ابنة السيد فرانكلاند، قرر مقاطعتها بعد أن تزوجت رجلا دون موافقته. هذا الزوج بدوره تخلى عنها فقررت العودة لطلب المساعدة من السير شارلز والسيد ستابلتون.
- السيد فرانكلاند، رجل محلي يقطن بجوار ملكية آل باسكرفيل.
- سالدن، مجرم خطير يفر من السجن، في الحقيقة هو أخ السيدة باريمور، زوجة رئيس الخدم، وأحد ضحايا كلب آل باسكرفيل.

## الاقتباس
كانت أحداث الرواية موضوعا للعديد من الأفلام والمسرحيات.

### المسرح
تم اقتباس مسرحية من الرواية سنة 2007، حملت نفس عنوان الرواية ومن تأليف جون نيكولسون وستيف كاني. المسرحية كانت من تمثيل ثلاث ممثلين فقط، وعرضت لأول مرة في مسرح غرب يوركشاير في مدينة ليدز.

### السينما والتلفزيون

#### في المملكة المتحدة
تم اقتباس عدة أفلام وأعمال تلفزيونية أنتجت على التوالي في أعوام: 1921، 1932، 1959، 1968، 1978، 1982، 1983، 1988، 2002 و2012.

#### ألمانيا
تم اقتباس عدة أفلام وأعمال تلفزيونية أنتجت على التوالي في أعوام: 1914، 1915، 1920، 1929، 1937 و1955.

#### الولايات المتحدة الأمريكية
تم اقتباس عدة أفلام وأعمال تلفزيونية أنتجت على التوالي في أعوام: 1939، 1972، 1995 و2014.

#### باقي الدول
- فيلم هندي سنة 1962 (في الحقيقة هو مقتبس من رواية بنغالية هي الأخرى تعد اقتباسا لرواية كلب آل باسكرفيل).
- فيلم سوفييتي سنة 1981.
- فيلم أسترالي سنة 1983.
- فيلم كندي سنة 2000.
- حلقة من المسلسل الياباني الكرتوني «شرلوك هولمز» عام 2015.

## الترجمات العربية
تمت ترجمة الرواية إلى العربية عدة مرات، من بينها:
- كلب عائلة باسكرفيل، دار الرافدين، هادي رزّاق الخزرجي.(ترجمة كاملة)[7]
- كلب عائلة باسكرفيل، دار الأهلية للتوزيع والنشر، سمير عزت نصار.(ترجمة كاملة)[8]
- كلب آل باسكرفيل، دار شعاع للنشر والعلوم، مها فخري قنبر.(ترجمة كاملة)[9]
- كلب آل باسكرفيل، دار كلمات، دعاء عليان.(ترجمة كاملة)[10]
- شبح باسكرفيل، مكتبة لبنان ناشرون، محمد حلمي محمود. (مختصرة)[11]
- كلب آل باسكرفيل، روايات الجيب المصرية، أحمد خالد توفيق.(مختصرة، إعادة صياغة)[12]
- كلب عائلة باسكرفيل، مؤسسة علاء الدين للطباعة والنشر، بشار رافع.(مختصرة، إعادة صياغة)[13]

## روابط خارجية
- كلب آل باسكرفيل على موقع الموسوعة البريطانية (الإنجليزية)

باللغة العربية
- معلومات حول الترجمة العربية (الأهلية للنشر والتوزيع) وملخص آخر للرواية.
- معلومات حول ترجمة مؤسسة علاء الدين للطباعة والتوزيع (2004) للرواية.

باللغة الإنجليزية
- قراءة الرواية مجانا.
- تحميل وقراءة الرواية مجانا.
- الرواية على شكل كتاب مسموع.